# Ōza 2001
L'Ōza 2001 è stata la quarantanovesima edizione del torneo goistico giapponese Ōza.

## Svolgimento

### Fase preliminare
La fase preliminare serve a determinare chi accede al torneo per la selezione dello sfidante. Consiste in una serie di tornei preliminari iniziali, i cui vincitori si qualificano al torneo per la determinazione dello sfidante.
- W indica vittoria col bianco
- B indica vittoria col nero
- X indica la sconfitta
- +R indica che la partita si è conclusa per abbandono
- +N indica lo scarto dei punti a fine partita
- +F indica la vittoria per forfeit
- +T indica la vittoria per timeout
- +? indica una vittoria con scarto sconosciuto
- V indica una vittoria in cui non si conosce scarto e colore del giocatore

|  | Primo turno       | Primo turno       | Primo turno |  |  | Secondo turno    | Secondo turno    | Secondo turno |       |                  | Semifinali       | Semifinali | Semifinali |  |  | Finale | Finale | Finale |
|  |                   |                   |             |  |  |                  |                  |               |       |                  |                  |            |            |  |  |        |        |        |
|  | Cho Sonjin        |                   |             |  |  |                  |                  |               |       |                  |                  |            |            |  |  |        |        |        |
|  | Hideki Komatsu    | Hideki Komatsu    | W+R         |  |  | Hideki Komatsu   | Hideki Komatsu   |               |       |                  |                  |            |            |  |  |        |        |        |
|  | Cho Chikun        | Cho Chikun        | B+R         |  |  | Cho Chikun       | Cho Chikun       | B+R           |       |                  |                  |            |            |  |  |        |        |        |
|  | Hiroshi Yamashiro | Hiroshi Yamashiro |             |  |  |                  |                  |               |       | Cho Chikun       | Cho Chikun       | B+R        |            |  |  |        |        |        |
|  | Norimoto Yoda     | Norimoto Yoda     | W+R         |  |  |                  | Norimoto Yoda    | Norimoto Yoda |       |                  |                  |            |            |  |  |        |        |        |
|  | Satoshi Yuki      | Satoshi Yuki      |             |  |  | Norimoto Yoda    | Norimoto Yoda    | B+R           |       |                  |                  |            |            |  |  |        |        |        |
|  | Shungo Goto       | Shungo Goto       | B+R         |  |  | Shungo Goto      | Shungo Goto      |               |       |                  |                  |            |            |  |  |        |        |        |
|  | So Kofuku         | So Kofuku         |             |  |  |                  |                  |               |       |                  | Cho Chikun       | Cho Chikun | W+5,5      |  |  |        |        |        |
|  | Kōichi Kobayashi  | Kōichi Kobayashi  | B+7,5       |  |  |                  | Atsushi Kato     | Atsushi Kato  |       |                  |                  |            |            |  |  |        |        |        |
|  | Kimio Yamada      | Kimio Yamada      |             |  |  | Kōichi Kobayashi | Kōichi Kobayashi | B+2,5         |       |                  |                  |            |            |  |  |        |        |        |
|  | Shoichi Takagi    | Shoichi Takagi    |             |  |  | Ō Meien          | Ō Meien          |               |       |                  |                  |            |            |  |  |        |        |        |
|  | Ō Meien           | Ō Meien           | B+R         |  |  |                  |                  |               |       | Kōichi Kobayashi | Kōichi Kobayashi |            |            |  |  |        |        |        |
|  | Yasuhiro Nakano   | Yasuhiro Nakano   | B+2,5       |  |  |                  | Atsushi Kato     | Atsushi Kato  | B+1,5 |                  |                  |            |            |  |  |        |        |        |
|  | Masao Kato        | Masao Kato        |             |  |  | Yasuhiro Nakano  | Yasuhiro Nakano  |               |       |                  |                  |            |            |  |  |        |        |        |
|  | Yutaka Shiraishi  | Yutaka Shiraishi  |             |  |  | Atsushi Kato     | Atsushi Kato     | W+R           |       |                  |                  |            |            |  |  |        |        |        |
|  | Atsushi Kato      | Atsushi Kato      | B+R         |  |  |                  |                  |               |       |                  |                  |            |            |  |  |        |        |        |

### Finale
La finale è una sfida al meglio delle cinque partite.